# 沈光祚
沈光祚（？—1623年），字延甫，號任庵，明朝山西平陽府襄陵县軍籍浙江钱塘县人。明末東江總兵毛文龍之舅父。

## 生平
六月三十日生，治書经。明神宗萬曆十六年戊子科山西乡试第三十八名舉人，二十三年乙未科會試第二百八十五名，廷試三甲第十九名進士，工部觀政，本年六月初任河南開封府推官，二十九年擢兵部职方司主事，三十一年（1603年）任廣西乡试主考官，晉兵部武选司员外郎。三十八年升山西右参政兼佥事。四十年升山东按察使，四十三年升山东右布政使，丁憂歸。四十六年復任廣東右布政使，四十七年升山东左布政。天启元年（1621年）改任順天府府尹，三年卒，追贈工部侍郎。

## 紅丸案議論
明光宗即位後，李可灼為鴻臚寺丞，可灼進紅丸（處女月經血、人乳、人尿、硃砂等混合而成的藥物）予光宗，結果明光宗服用一丸之後，感到身體輕快，直呼“忠臣！忠臣！”下午復進一丸，九月一日五更即暴斃，在位僅29天，此稱紅丸案，而後明熹宗即位。
當時主持內閣的大學士方從哲希望藉由對李可灼賞白銀五十兩、罰俸一年等動作，將光宗死前的一連串事件定調為「進藥不效，但亦臣愛君之意」，以閉塞輿論聲討弒逆之責；但禮部尚書孫慎行聲討從哲，熹宗令諸臣開會討論，光祚說：「當年梃擊案，官員們以暴徒張差『瘋癲』為名，包庇了眾多罪犯；現在紅丸案的始作俑者李可灼竟然給予銀兩賞賜，這樣方從哲只能說百口莫辯。」大家都稱讚光祚說理明確。

## 家族
曾祖沈倫。祖沈均器。父沈士寧，冠带乡宾。嫡母楊氏，生母钟氏。慈侍下。兄光社（庠生）。弟光祜、光被。娶王氏，继王氏。子沈希夔。